# Épaignes

Épaignes este o comună în departamentul Eure, Franța. În 1 ianuarie 2022 avea o populație de 1.562 de locuitori.